# Леся Українка (срібна монета)
«Ле́ся Украї́нка» — срібна ювілейна монета номіналом 1000000 карбованців, яку випустив Національний банк України. Присвячена 125-річчю від дня народження Лесі Українки (Лариси Петрівни Косач) — видатної української поетеси і громадської діячки.
Монету введено в обіг 10 квітня 1996 року. Вона належить до серії «Видатні особистості України».

## Опис та характеристики монети
| Номінал карб. | Метал            | Маса, грам    | Діаметр, мм. | Якість виготовлення | Гурт     | Тираж, штук |
| ------------- | ---------------- | ------------- | ------------ | ------------------- | -------- | ----------- |
| 1 000 000     | срібло 925 проби | 15,55 / 16,81 | 33,0         | пруф                | рифлений | 10 000      |

### Аверс
На аверсі монети в центрі кола, утвореного намистовим узором, знаходиться зображення малого Державного Герба України в обрамленні з двох боків гілками калини. Над гербом розмістили дату 1996 — рік карбування монети. По колу монети написи: вгорі «НАЦІОНАЛЬНИЙ БАНК УКРАЇНИ», внизу у два рядки: «1000000» «КАРБОВАНЦІВ». Під гілками калини розмістили позначення і пробу дорогоцінного металу «Ag 925» та його ваги у чистоті «15,55».

### Реверс

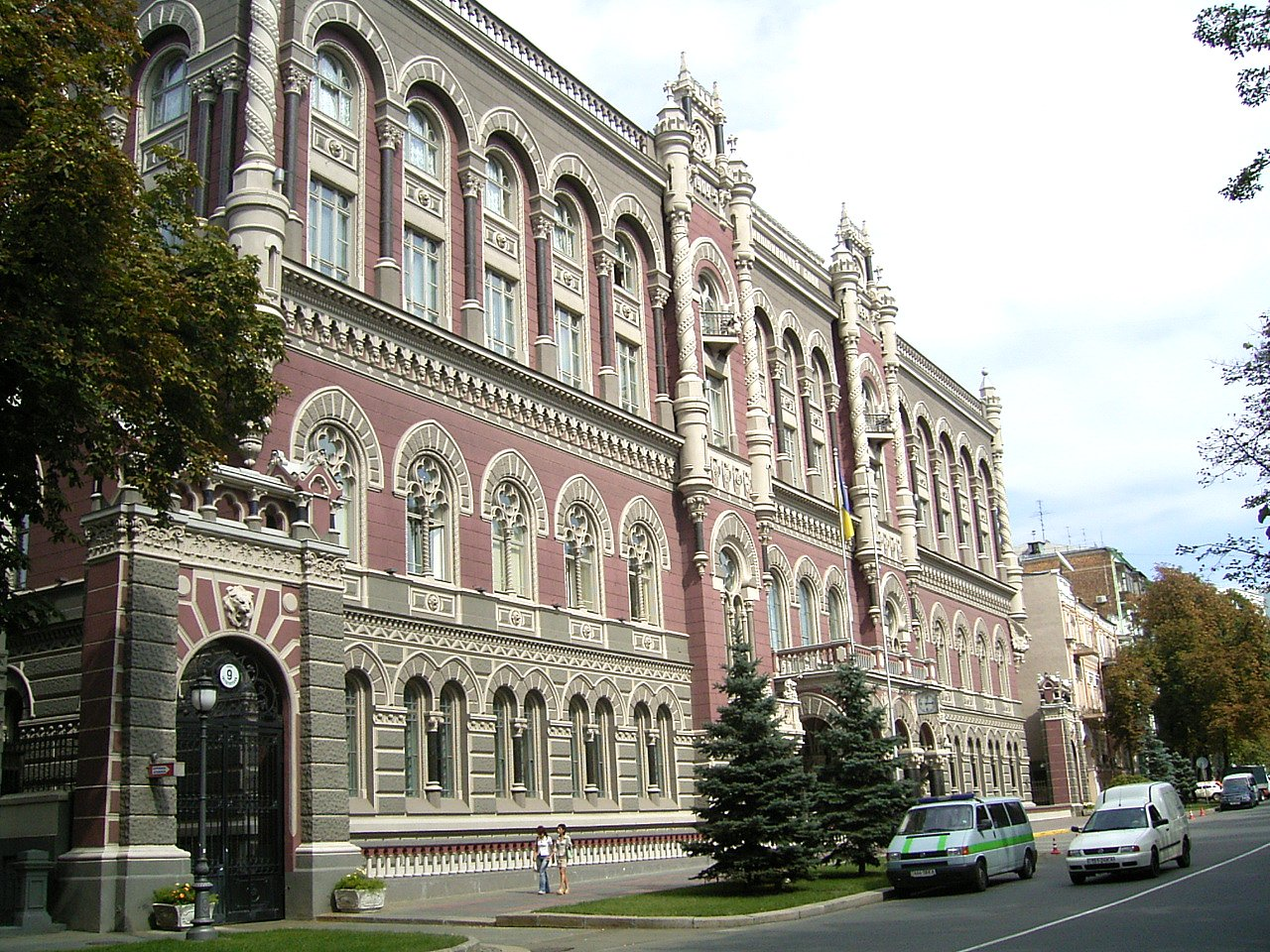
Будівля Національного банку України

На реверсі монети зобразили портрет Лесі Українки, по колу розмістили написи: ліворуч «ЛЕСЯ УКРАЇНКА», праворуч «1871-1913» — роки народження і смерті поетеси.

## Автори
- Художник — Івахненко Олександр.
- Скульптор — Новотни Штефан.

## Вартість монети
Ціна монети — 322 гривні, була зазначена на сайт Національного банку України 2011 року.
Фактична приблизна вартість монети, з роками змінювалася так:
| Рік        | 2010 | 2011 | 2012 | 2013 | 2014 | 2015 | 2016  | 2017  | 2018  | 2019  | 2020 | 2021  | 2022  | 2023  | 2024  | 2025  |
| ---------- | ---- | ---- | ---- | ---- | ---- | ---- | ----- | ----- | ----- | ----- | ---- | ----- | ----- | ----- | ----- | ----- |
| Ціна, грн. | 800  | 750  | 750  | 650  | 500  | 500  | 1 000 | 1 300 | 1 900 | 1 350 | 950  | 2 800 | 2 300 | 2 300 | 3 150 | 3 300 |